# Kurt Frieders
Ernst Frieders, eigentlich: Ernst Friedländer (* 30. April 1882 in Berlin; † 1946 in Österreich) war ein deutscher Jurist, der als Oberstaatsanwalt in der Weimarer Republik zum Fall Frieders wurde.

## Leben
Sein Vater Georg Friedländer stammte aus einer begüterten großbürgerlichen Familie jüdischen Glaubens und war Angehöriger des Corps Lusatia Leipzig. Um in Preußen eine Karriere im höheren Staatsdienst machen zu können, konvertierte er zum christlichen Glauben. Als Justizrat und Leutnant der Reserve verließ er den Justizdienst und nahm einen  Direktorenposten bei der Norddeutschen Grundkreditbank Weimar-Berlin an, womit im Jahre 1897 ein Umzug nach Weimar in Thüringen verbunden war. Ernst Friedländer (Ernst Frieders) besuchte dort bis zum Abitur das Gymnasium. 1899 wurde er evangelisch getauft.

### Studium und Erster Weltkrieg
Als Jurist, Corpsstudent und Reserveoffizier folgte Friedländer dem Vorbild seines Vaters. Als Jurastudent wurde er 1901 Mitglied der Corps Isaria und Lusatia Leipzig. Nach dem Studium schlug er die staatsanwaltliche Laufbahn ein. Bei Ausbruch des Ersten Weltkrieges im August 1914 meldete er sich als Freiwilliger an die Front. Noch im selben Monat wurde er für eine Bewährung bei einer Patrouille mit dem Eisernen Kreuz 2. Kl. ausgezeichnet, dem später noch die Auszeichnung mit dem EK 1. Kl. folgte. Im Range eines Hauptmanns mit der Berechtigung zum Tragen der Uniform endete für ihn der Weltkrieg.

### Staatsanwalt in Thüringen
Im Jahr 1919 wurde er in Trier zum Staatsanwalt ernannt. Bis März 1926 war er Mitglied der Deutschen Volkspartei (DVP). 1921 heiratete er die Tochter eines angesehenen Landrats. Zu Beginn des Jahres 1922 bewarb er sich erfolgreich um eine Stelle in Weimar. Bevor er diese Stelle im April 1922 annehmen konnte, wurde er in der rechtsgerichteten Presse mit antisemitischen Anspielungen angegriffen, wobei sein Name in „Freudenthal“ verfremdet wurde und behauptet wurde, er hätte aufgrund seiner Parteizugehörigkeit diese Position erhalten. Nach etwa sechs Monaten erfolgte die Beförderung zum Oberstaatsanwalt und die Versetzung nach Altenburg.
Aber auch hier wurde seine Karriere in der Presse als „Futterkrippenpolitik“ bezeichnet. 1923 änderte er seinen Namen von „Ernst Friedländer“ zu „Ernst Frieders“. Am 1. April 1924 wurde er wiederum zum Oberstaatsanwalt ernannt. Am 10. Februar 1924 hatte ein rechtsgerichteter Block Ordnungsbund aus Thüringer Landbund, DVP und DNVP 35 von 72 Sitzen des Thüringer Landtages in einer Wahl errungen und konnte somit die politische Richtung maßgeblich beeinflussen.

### Rechtsstreit
Nachdem diese Rechtskoalition im September 1924 den Präsidenten der thüringischen Staatsbank, Walter Loeb, zum Rücktritt gezwungen hatte, kam es 1925 gegen ihn zu einem Strafverfahren wegen Meineides. Bei einer Auseinandersetzung mit dem die Anklage führenden Staatsanwalt Otto Flöl drohte Frieders seinen Rücktritt an, falls die Anklage gegen Loeb weitergeführt würde. Als Flöl dieses bewirkte, legte Frieders seine Anklage nieder, was in der Öffentlichkeit erhebliches Aufsehen erregte. Nach dem Freispruch Loebs am 31. Oktober 1925 wurde Frieders am 6. November von der Regierung Thüringen beurlaubt. Am 10. November wurde gegen ihn ein Disziplinarverfahren mit dem Ziel der Amtsniederlage eröffnet, weil er gegenüber dem Minister Leutheußer eine Beförderung habe erzwingen wollen. Am 10. Dezember 1925 beantragte die SPD daraufhin einen Untersuchungsausschuss, der sich u. a. mit seiner Namensänderung befasste.
Am 4. Februar 1926 musste Frieders als Zeuge in einem Verfahren gegen den Redakteur Deerberg der Zeitung Das Volk vor dem Schöffengericht in Weimar aussagen. Während dieses Prozesses kam es zu tumultartigen Auseinandersetzungen über zurückliegende interne Vorgänge des Prozesses Loeb. Nachdem Frieders eine mündliche Erklärung zur Klarstellung der Vorgänge abgegeben hatte, erließ Untersuchungsrichter Schlegel eine Vorladung zur entsprechenden Vernehmung. Der Anklageschrift zufolge hatte er unter Eid falsche Aussagen zu der Anklage des Staatsanwalts Flöl und des Antrags auf Außerverfolgung des Verfahrens gegen Loeb vorgebracht. Vom 11. bis 13. Oktober 1926 wurde Frieders in einem Schwurgerichtsprozess im Beweisverfahren durch Zeugenaussagen belastet. Schließlich wurde er vom Vorwurf des Meineids freigesprochen, jedoch eines fahrlässigen Falscheides beschuldigt und zu einer Gefängnisstrafe von fünf Monaten und zur Übernahme der Kosten des Verfahrens verurteilt.
Frieders wendete sich daraufhin in einem Revisionsantrag an das Reichsgericht. Dieser Antrag wurde mit dem Urteil vom 11. Januar 1927 zurückgewiesen. Daraufhin musste er aus seinen Corps ausscheiden. Am 18. Februar 1927 begann das Disziplinarverfahren gegen Frieders. Frieders versuchte ohne Erfolg ein Wiederaufnahmeverfahren beim Landgericht Weimar und Oberlandesgericht Jena. Die letzte Hoffnung blieb ihm noch in einem Gnadengesuch an den Landtag, das am 14. Juli 1928 verhandelt wurde. Zwar vom Landtag befürwortet, wurde es aus Verfahrungsgründen der Regierung Thüringen zur Entscheidung vorgelegt. Sie lehnte es am 1. August 1928 ab. Da Frieders inzwischen seine Amtsniederlegung selbst verkündet hatte, drohte ihm jetzt noch die Gefängnisstrafe. Als er vom Staatsanwalt zum Antritt der Haft aufgefordert wurde, entzog er sich dem Vollzug mit der Flucht nach Österreich. Seine Familie folgte ihm. Frieders wurde daraufhin zur steckbrieflichen Verfolgung ausgeschrieben.

### Nachspiel
Am 18. Dezember 1928 äußerte Thomas Mann in einem Brief an den Wiener Rechtsanwalt Richard Preßburger, der Fall Frieders sei ein Beispiel dafür, dass das Recht in Deutschland zum politischen Mittel herabgewürdigt wird. Dieser Brief wurde tags darauf, am 19. Dezember 1928, im Berliner Tageblatt unter dem Titel Der gedrehte Strick veröffentlicht. Am 30. Januar 1929 wurde in derselben Zeitung unter dem Titel Zum Fall Frieders ein Leserbrief von Thomas Mann veröffentlicht, in dem er seine Vorwürfe zurücknahm und schrieb, das Urteil sei „nach bestem richterlichen Ermessen gefällt“ worden. 
Am 19. Februar 1929 wurde Ernst Frieders aus dem Thüringer Staatsdienst entlassen und verlor jeden Anspruch auf eine Beamtenpension. Mit seiner Frau und drei Kindern lebte er bis zu seinem Tod 1946 in Baden bei Wien.